# Georg Schlicht
Georg Schlicht (* 10. Januar 1891 in Tränkmühle; † 16. April 1970 in Augsburg) war ein deutscher Politiker der WAV.
Schlicht wohnte in Augsburg und war als Bücherrevisor tätig. 1946 gehörte er der Verfassunggebenden Landesversammlung an. Im Oktober 1946 trat er aus der WAV aus und zog sich aus der Politik zurück.